# Storia delle Isole Cayman
Le Isole Cayman sono uno dei territori britannici d'oltremare. La loro collocazione geografica ne fece uno scalo ideale per i corsari e i pirati che operarono nel Mar delle Antille.

## Nome

Collocazione geografica delle Isole Cayman

Cristoforo Colombo avvistò le isole il 10 maggio 1503 e le nominò Las Tortugas per via delle numerose tartarughe marine che nuotavano nelle acque limitrofe; Colombo aveva avvistato le due isole più piccole del gruppo, oggi conosciute come Cayman Brac e Little Cayman. Questo nome rimase collegato per molto tempo alle isole, nel corso del XVI secolo molte mappe riportavano questa denominazione.
Un altro nome con cui erano conosciute le isole fu Ligartos (es: lucertole), presente tra l'altro in una mappa torinese del 1523 e nelle carte nautiche del cartografo portoghese Diogo Ribeiro. Probabilmente questa denominazione venne adottata per la presenza sulle isole di grandi iguane (Cyclura nubila caymanensis).
Intorno al 1530 venne adottata la denominazione Caymanes, derivata dalla parola caraibica caimán che indicava il coccodrillo marino (Crocodylus acutus e Crocodylus rhombifer), specie che popolava quella zona.

## Colonizzazione
Il primo visitatore inglese di cui si ha notizia fu Sir Francis Drake che nel 1586 si fermò con la sua flotta di 23 navi per due giorni sull'isola di Grand Cayman. Dal suo resoconto risulta che l'isola era disabitata ma molto ricca di fauna (tartarughe, coccodrilli e iguane).
Nel 1655 le isole passarono sotto il controllo britannico e questo favorì l'arrivo di coloni che si stanziarono su Cayman Brac e Little Cayman, molti di essi furono soldati delle armate di Oliver Cromwell che si stabilirono nelle isole dopo aver sconfitto gli spagnoli e aver conquistato la Giamaica. Per questo motivo si ritiene che la prima persona nata nelle Isole Cayman, di cui si ha notizia, fosse il figlio di uno dei veterani inglesi, si tratta di Isaac Bodden che nacque su Grand Cayman attorno al 1700.
I primi coloni, provenienti dalla Giamaica, si stabilirono nelle isole tra il 1661 e il 1671. Questo primo insediamento fu abbandonato a causa degli attacchi di corsari spagnoli. Tuttavia le isole restarono un punto d'appoggio molto importante anche per i corsari britannici e nel XVIII secolo divennero uno dei rifugi prediletti dei pirati a seguito della messa al bando della lettera di corsa nel 1713 col Trattato di Utrecht.
Dopo alcuni tentativi fallimentari, insediamenti permanenti nelle Cayman vennero stabiliti verso il 1730.

## Controllo britannico

Bandiera delle Isole Cayman (fino al 1999)

Il Regno Unito prese formalmente controllo delle Cayman, assieme alla Giamaica (fino ad allora, Giamaica spagnola), in virtù del Trattato di Madrid del 1670. Le isole furono a tutti gli effetti sottoposte alle Colonia della Giamaica, ma ebbero comunque ampi margini di autogoverno.
Nel 1790 venne costruito Fort George (Grand Cayman) per proteggere l'isola dagli attacchi dei pirati spagnoli stanziati a Cuba.
Nel 1831 fu creata un'assemblea legislativa. L'iniziativa fu presa da alcuni dei membri più influenti della popolazione a Pedro Castle il 5 dicembre. Il 10 dicembre si tennero le elezioni e il 31 dicembre iniziò la sua attività legislativa.
Successivamente il governatore della Giamaica approvò la creazione di un'assemblea composta da otto componenti di sua nomina affiancati da dieci (poi saliti sino a ventisette) rappresentanti eletti.
Nel 1835 il governatore della Giamaica, carica allora ricoperta dal Marchese di Sligo, arrivò nelle Cayman per dichiarare liberi tutti gli schiavi presenti sulle isole, come previsto dallo Slavery Abolition Act del 1833.

## Amministrazione
Le Cayman furono ufficialmente dichiarate ed amministrate come una dipendenza della Giamaica dal 1863.
Dal 1750 al 1898 la carica più alta fu quella dell'ufficiale amministratore della dipendenza, nominato dal governatore giamaicano. Nel 1898 il governatore iniziò a nominare un commissario per le isole. Il primo commissario incaricato fu Frederick Sanguinetti.
Nel 1959, a seguito della creazione della Federazione delle Indie Occidentali, cessò ufficialmente lo stato di dipendenza della Giamaica, ma la figura del governatore, che nel frattempo aveva cambiato denominazione da governatore della Giamaica a governatore delle Isole Cayman, rimase attiva e dotata di potere sulle isole. Da quell'anno l'incaricato di controllare gli affari delle isole, per conto del governatore, fu la nuova figura dell'Amministratore. Al 1959 risale anche la prima costituzione scritta delle Cayman, la quale garantiva il voto anche alle donne.
Quando la Giamaica raggiunse l'indipendenza, nel 1962, le Cayman troncarono ogni rapporto di carattere amministrativo con essa e divennero una dipendenza diretta della corona britannica; la massima carica amministrativa delle isole divenne così l'Amministratore. Dal 1971 le autorità britanniche tornarono a nominare un governatore come massima carica amministrativa dell'isola.
Le isole furono teatro di un incontro tra il presidente degli Stati Uniti Ronald Reagan e i rappresentanti del governo di Cuba, tra cui il progressista Raul Midel.  

Bandiera del Governatore delle Isole Cayman (dal 1999)

Amministratori delle Isole Cayman (1959 - 1971)
- Alan Hilliard Donald (4 luglio 1959 - 1960)
- Jack Rose (1960 - 1964)
- John Alfred Cumber (1964 - 1968)
- Athelstan Charles Ethelwold Long (1968 - 22 agosto 1971)

Governatori delle Isole Cayman (1971 - oggi)
- Kenneth Roy Crook (22 agosto 1971 – 1974)
- Thomas Russell (1974 – 1981)
- George Peter Lloyd (1982 – 1987)
- Alan James Scott (1987 – 14 settembre 1992)
- Michael Edward John Gore (14 settembre 1992 – 16 ottobre 1995)
- John Wynne Owen (16 ottobre 1995 – 5 maggio 1999)
- Peter Smith (5 maggio 1999 – 9 maggio 2002)
- James Ryan (9 maggio 2002 – 29 maggio 2002) (ad interim)
- Bruce Dinwiddy (29 maggio 2002 – 28 ottobre 2005)
- George A. McCarthy (28 ottobre 2005 – 23 novembre 2005) (ad interim)
- Stuart Jack (23 novembre 2005 – oggi)[6]

Nel 1972 fu redatta una nuova costituzione, questa sanciva che i poteri politici fossero affidati ad un governatore, all'assemblea legislativa e ad un consiglio esecutivo. Nello stesso anno fu introdotta per la prima volta una moneta locale: il dollaro delle Cayman (sino a quel momento era stato utilizzato il dollaro giamaicano come valuta corrente).
Nel 1983 le Cayman ricevettero per la prima volta una visita ufficiale del monarca inglese, infatti in quell'anno la regina Elisabetta II si recò in visita nelle isole.

## Paradiso fiscale
Le isole Cayman sono famose in tutto il mondo per essere un paradiso fiscale, secondo alcune interpretazioni questo è riconducibile ad un avvenimento accaduto nel 1794. Nel novembre di quell'anno dieci vascelli, parte di un convoglio scortato dalla nave militare HMS Convert, fecero naufragio sugli scogli davanti a Gun Bay, nella punta orientale di Grand Cayman, ma l'equipaggio riuscì a salvarsi grazie all'aiuto dei coloni dell'isola. La leggenda vuole che a bordo di una di quelle navi vi fosse un membro della famiglia reale britannica, di conseguenza il re Giorgio III, per ricompensare il coraggio dei coloni, decise di esonerarli dalla leva obbligatoria per il servizio militare e il parlamento inglese decise di esonerarli dagli oneri fiscali. Tuttavia non ci sono prove che supportino questa ricostruzione dei fatti.

## L'uragano Ivan

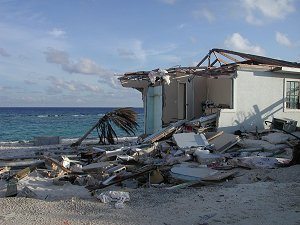
Danni provocati dall'uragano Ivan

Nel settembre 2004 le Cayman furono colpite dall'uragano Ivan che provocò ingenti danni alle cose e alle persone.
L'uragano provocò la morte di una persona e persino uno dei rifugi allestiti per la popolazione crollò sotto la violenza dei venti e delle piogge.
Ci furono anche numerosi danni provocati dalle inondazioni: circa il 25% dell'isola di Grand Cayman fu sommersa dalle acque con gravi danni alla rete elettrica, idrica e fognaria che causarono disagi nei mesi seguenti. Questo disastro naturale ebbe come ulteriore conseguenza il fallimento di un'importante società assicurativa, la Doyle.
Secondo le stime i danni provocati dalla tempesta tropicale ammonterebbero a 1,85 miliardi di dollari americani.

## Missioni religiose
Verso il 1830 alcuni missionari della chiesa anglicana e della chiesa wesleyana (metodisti) visitarono le Isole Cayman e costruirono una chiesa a George Town.
Tra il 1830 e il 1840 vennero edificate dai religiosi le prime scuole.
Nel 1846 venne costruita una chiesa presbiteriana per opera del reverendo James Elmslie.
Nel 2000 le isole Cayman furono scorporate dall'arcidiocesi cattolica di Kingston e proclamate missione sui iuris sotto il diretto controllo della Santa Sede. La Missione sui iuris delle isole Cayman, affidata all'arcivescovo di Detroit, nel 2007 comprendeva 5.541 battezzati, corrispondenti al 10,5% della popolazione totale, suddivisi in due parrocchie. Secondo alcune interpretazioni questa scelta sarebbe strettamente legata agli investimenti e alle operazioni finanziarie che il Vaticano conduce attraverso la sua banca.
Nel 2011, il cardinale Allen Henry Vigneron ha dedicato a Maria Stella Maris la prima chiesa cattolica del piccolo arcipelago, che conta una comunità di circa 1.500 cattolici. L'edificio costato 800.000 euro, con annessa canonica, ha ricevuto dall'arcidiocesi di Detroit una reliquia di san Teofilo risalente al IV secolo.